# 西シエラ・マドレ山脈
西シエラ・マドレ山脈（スペイン語: Sierra Madre Occidental、直訳：西部母山）はメキシコ西部と米国南西部をカバーしている山の範囲である。
1500kmの長さがあり、アリゾナ州（米国）、ソノラ州、チワワ州、シナロア州、ドゥランゴ州、サカテカス州、アグアスカリエンテス州、ナヤリット州とハリスコ州（メキシコ）を通過する。最高点はドゥランゴ州のゴルド山（3,328m）とされる。その平均幅は、最大海抜3000mの標高で130kmである。